# Kingu
Kingu, (𒀭𒆥𒄖, d kin-gu, literalment 'treballador no qualificat'), era un déu de la mitologia babilònica i fill del deu Apsu i de la deessa Tiamat.
Després de l'assassinat del seu pare, Apsu, es va convertir en el consort de la seva mare, Tiamat, que el volia situar com a governant i dirigent de tots els déus abans que Marduk la matés. Tiamat havia entregat a Kingu la «Tauleta dels Destins», que portava com a pectoral i li donava un gran poder. El va nomenar general del seu exèrcit. Marduk, finalment, va matar també a Tiamat i a Kingu. El déu va barrejar la sang de Kingu amb terra i va utilitzar l'argila per modelar els primers éssers humans, mentre que amb el cos de Tiamat va crear la terra i els cels. Kingu és un dels personatges del poema èpic Enuma Elix, encara que allà hi té un paper secundari.